# ألان أوبراين
آلان أوبراين (بالإنجليزية: Alan O'Brien)‏، من مواليد 20 فبراير 1985 في دبلن في جمهورية أيرلندا، لاعب كرة قدم إيرلندي.
بدأ مسيرته الكروية مع نادي نيوكاسل يونايتد الإنجليزي في عام 2004، وهو يلعب معهم حتى الآن، وفي عام 2005 أعير إلى نادي كارلزلي يونايتد الإنجليزي، ولعب معهم 5 مباريات وسجل هدف واحد.
و قد بدأ باللعب مع منتخب إيرلندا لكرة القدم في عام 2006.

## روابط خارجية
- ألان أوبراين على موقع قاعدة بيانات كرة القدم.إي يو (الإنجليزية)
- ألان أوبراين على موقع ناشيونال فوتبول تيمز (الإنجليزية)
- ألان أوبراين على موقع Soccerbase.com (لاعب) (الإنجليزية)
- ألان أوبراين على موقع Soccerway.com (الإنجليزية)
- ألان أوبراين على موقع عالم كرة القدم.نت (الإنجليزية)